# Jesús Guridi

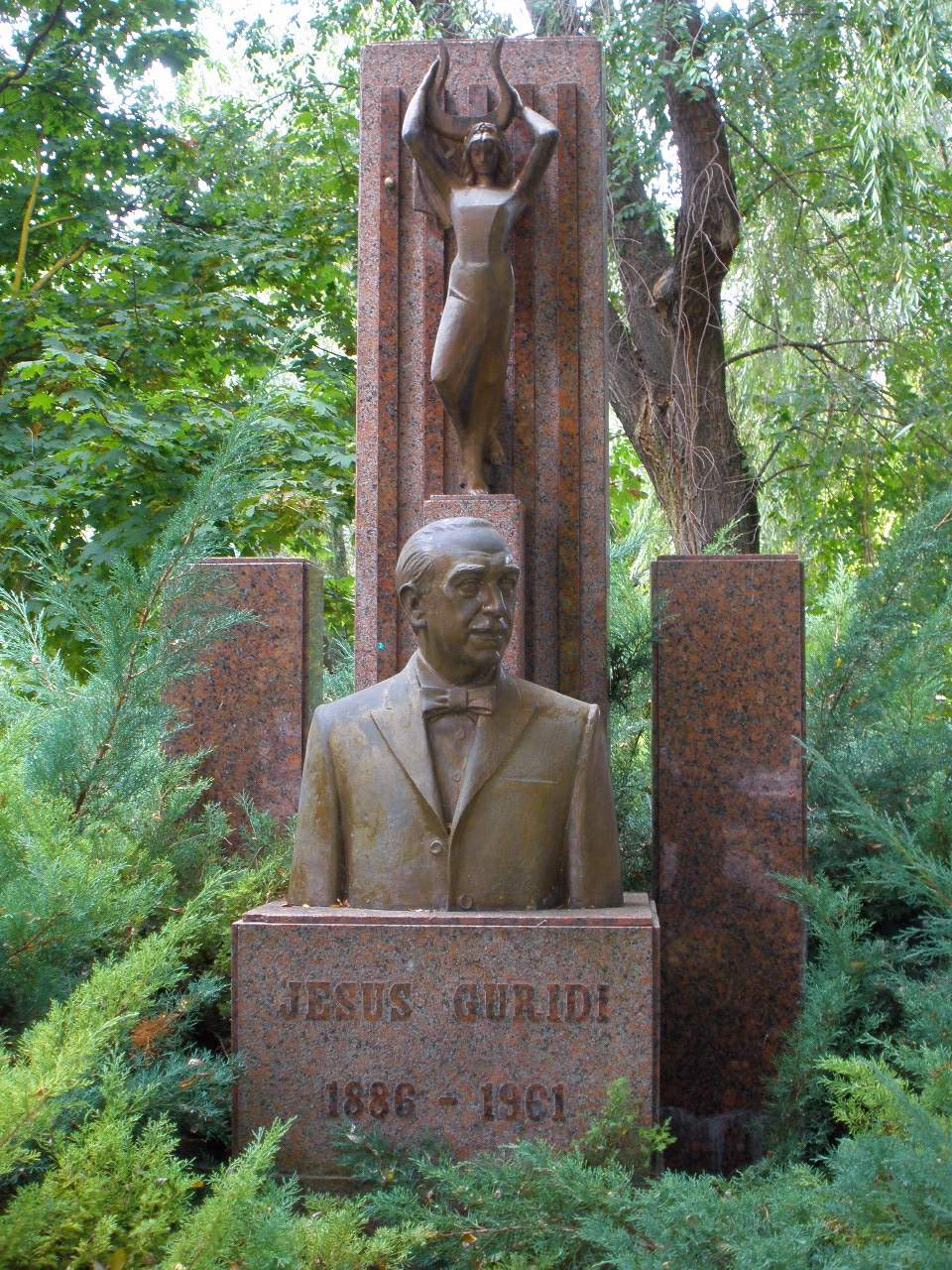
Pomník Jesúse Guridiho od M. A. Garcii v rodném městě

Jesús Guridi Bidaola (25. září 1886 Vitoria-Gasteiz, Baskické autonomní společenství – 7. dubna 1961 Madrid) byl španělský baskický hudební skladatel.

## Život
Narodil se 25. září 1886 v baskickém městě Vitoria-Gasteiz do hudební rodiny. Jeho matka byla houslistka a otec, Lorenzo Guridi, klavírista. Po ukončení studia u piaristů a jezuitů v Zaragoze odešel do Madridu, kde byl žákem Valentína Arína. Zanedlouho se rodina znovu stěhovala do Bilbaa, kde studoval hru na housle u Lope Alana a harmonii u José Sáinz Besabe. 28. ledna 1901 debutoval jako klavírista na koncertě Filharmonické společnosti Bilbao. Ve věku 18 let byl přijat na Schola Cantorum v Paříži. Studoval hru na varhany u Abela Decauxe, kompozici u Augusta Sérieyxe a kontrapunkt u Vincenta d'Indy. Zde se také setkal s José Maríem Usandizagou, s nímž uzavřel celoživotní přátelství. V roce 1909 získal zlatou medaili ve Valencii za svou skladbu Fantasie pro velké varhany.
Ve studiu pokračoval v Bruselu u Josepha Jongena a v Kolíně nad Rýnem u Otto Neitzela. Po návratu do Bilbaa učil hře na varhany na Hudební akademii. V červnu 1912 se stal ředitelem Chorálové společnosti (Sociedad coral) a učil hře na varhany a kompozici na nově založené Baskické konzervatoři.
V roce 1914 začal svou pedagogickou dráhu na madridské konzervatoři. Do Madridu se však trvale přestěhoval až v roce 1939, kdy byl jmenován profesorem hudební teorie a ředitelem filmové společnosti Ufisa Film Corporation. Ředitelem konzervatoře se stal až v roce 1956. Po řadu let byl varhaníkem v kostele San Manuela a San Benita.
V roce 1922 se oženil a měl šest dětí. Zemřel náhle 7. dubna 1961 ve věku 74 let ve svém domě v Madridu. Pro své dílo trvale spjaté s rodným Baskickem, je považován za baskického národního skladatele.

## Významná díla
Guridi byl velice plodný autor a svými díly zasáhl do mnoha hudebních žánrů, od komorní hudby, hudby pro varhany a klavír, přes orchestrální skladby symfonické, až po opery, operety, zarzuely a hudbu pro filmové plátno.

### Opery
- Mirentxu (libreto Alfred Etxabe, Bilbao 1910)
- Amaya (libreto Joseph M. Arroita Jáuregui, Bilbao, 1920)

### Zarzuely
- El Caserío (libreto Guillermo Fernández Shaw a Federico Romero, Madrid 1926)
- La Meiga (libreto Guillermo Fernández Shaw a Federico Romero)
- La Cautiva (libreto LF Seville a A. Carreño, 1931)
- Mandolinata (A. C. de la Vega, 1934)
- Mari-Eli, baskická opereta (E. Carlos a Arniches Garay, 1936)
- La bengala (L. Weaver a J. Hollow, 1939)
- Peñamariana (Romero a Fernandez Shaw, 1944)
- Acuarelas vascas (1948)

### Orchestrální skladby
- Baskická legenda (1915)
- Dobrodružství Dona Quixota, symfonická báseň (1916)
- En un barco fenicio (1927)
- Deset baskických melodií (1940)
- Pyrenejská symfonie (1945)
- Fantasie pro klavír a orchestr (věnovaná Waltu Disneyovi, 1956)

### Vokální skladby
- Ave Maria (1907)
- Boga boga (1913)
- Anton Aizkorri (1913)
- Tantum ergo pro sbor a varhany (1915)
- Tak děti zpívají (1915), pro sbor a orchestr
- Zdrávas pro sbor a varhany (1916)
- Requiem pro sbor a varhany (1918)
- Ator, ator mutil (vánoční píseň, 1920)
- Mše k památce sv. Ignáce z Loyloy pro tři hlasy a varhany (1922)
- Te Deum pro sbor a varhany (1937)
- Baskické lidové písně pro smíšený sbor (1913–1923)
- Euskal folkloreko XXII Abesti (baskické písně, 1932)
- Šest kastilských písní (1939)
- Mše k uctění archanděla Gabriela pro sbor a varhany (1955)
- Baskické písně (1956)

### Klavírní a komorní hudba
- Vasconia (1924)
- Staré tance (1939)
- Deset baskických melodií
- Lamento e imprecación de Agar (1958),
- Smyčcový kvartet G-dur (1934)
- Smyčcový kvartet a-mol (1949)

### Varhany
Varhany byl patrně skladatelův nejoblíbenější nástroj. Byl znám jako mistr improvizace a jako varhaník působil až do posledních dní svého života.
- Interlude (1909)
- Preludium a fantasie (1917)
- Cuadros vascos (1922)
- Variace na baskické téma (1948)
- Španělská varhanní škola (1951)
- Triptych Dobrý pastýř (1953)
- Final (1960)